# Binangonan
Binangonan est une municipalité de la province de Rizal, aux Philippines, qui intègre une partie de l’île de Talim.